# Templo de Tucson
El Templo de Tucson, Arizona, es uno de los templos construidos y operados por la Iglesia de Jesucristo de los Santos de los Últimos Días, el sexto construido en Arizona, ubicado en Catalina Foothills que es la falda sur de la Sierra de Santa Catalina y a orillas del Desierto de Sonora por donde pasaron miembros del Batallón Mormón a mediados del siglo XVII.

## Anuncio
Thomas S. Monson, presidente de la iglesia SUD, anunció la construcción del templo en la ciudad de Tucson el 6 de octubre de 2012 durante la conferencia general semi-anual de la iglesia. Se prevé que el edificio tenga 3.150 metros cuadrados de construcción.

## Construcción
El Templo de Tucson Arizona fue originalmente diseñado con un campanario de 95 pies, que habría requerido un permiso especial. Sin embargo, los planes se modificaron y el campanario fue reemplazado por una cúpula, parecida a la famosa cúpula de la catedral de Santa María del Fiore en Florencia, el cual cumple con los reglamentos de planificación y zonificación del condado de Pima.
La ceremonia de la primera palada y la dedicación eclesiástica del terreno sobre el cual se construiría el templo fue presidida por Dieter F. Uchtdorf el 17 de octubre de 2015, y asistieron a ella unas 700 personas. El mismo día se efectuó la dedicación del terreno del Templo de Concepción, en Chile. El terreno de 3 hectáreas sobre el que se asienta el templo fue obtenido por la iglesia en 2010. Para septiembre de 2016, el exterior del Templo de Tucson fue completado con la colocación sobre la cúpula de la estatua tradicional del ángel Moroni el 7 de julio de 2016. La mayoría del estacionamiento y las calzadas ya se habían vertido.

## Dedicación
El templo SUD de la ciudad de Tucson será dedicado para sus actividades eclesiásticas el 13 de agosto de 2017. Con anterioridad a ello, del 3 al 24 de junio de ese mismo año, la iglesia permitió un recorrido público de las instalaciones y del interior del templo.